# Stretto Alessandra
Lo stretto Alessandra  è una via d'acqua naturale nell'oceano Artico, al centro dell'arcipelago artico canadese, nella regione di Kitikmeot, nel territorio del Nunavut.
Separa l'isola di Re Guglielmo (ad est) dall'isola della Royal Geographical Society (ad ovest). A nord si apre nello stretto Vittoria, a sud nel golfo della Regina Maud.